# Luigi Buccarello
Luigi Buccarello OSsT (Gagliano del Capo, 6 de dezembro de 1974) é presbítero italiano da Igreja Católica Romana e atual ministro geral da Ordem da Santíssima Trindade.

## Biografia
Gino (como também é conhecido) nasceu em Gagliano del Capo, Itália. Concluiu o ensino médio no Liceu "Stampacchia" em Tricase.
Conheceu os trinitários através dos irmãos a quem foi confiada a sua paróquia de origem e, de modo especial, graças ao pároco da época, Pe. Giovanni Martire Savina, sob cuja orientação amadureceu a sua vocação religiosa entrando no seminário. Após o ensino médio, ele vai para o Instituto Trinitário de Somma Vesuviana para empreender o estudo de filosofia, que realiza em Nápoles, na Faculdade "San Tommaso". Frequentou o noviciado em Cerfroid, na França. No final obteve o grau de bacharel em teologia.
Fez sua profissão solene em 13 de setembro de 1998, em Somma Vesuviana, pelas mãos do provincial Pe. Angelo Cipollone. Recebeu o diaconato em 28 de junho de 1999, pelo bispo de Avellino, Dom Antonio Forte; em 18 de dezembro de 1999, foi ordenado sacerdote em sua cidade natal, por Dom Domenico Caliandro. Logo em seguida, foi nomeado pároco de Somma Vesuviana e encarregado da Pastoral Juvenil da província. Em 1 de maio de 2002, foi nomeado pároco de Gagliano del Capo.
Em 21 de novembro de 2012, foi eleito ministro da Província São João da Mata pelo capítulo unificado celebrado na Domus de Bernalda. Foi o primeiro ministro da província reunificada. Buccarello nasceu no ano em que a antiga província italiana foi dividida em duas, e tornou-se primeiro ministro provincial quando, após 38 anos, os trinitários da Itália voltaram a estar juntos numa única entidade territorial religiosa. Foi reeleito para um segundo mandato em 2 de dezembro de 2015.
Em 14 de junho de 2019, o capítulo geral da Ordem reunido em Roma, elegeu-o 86º ministro geral, para um mandato de seis anos. Sucedeu ao indiano Pe. José Narlaly, que ocupara o cargo por dois sexênios, desde 2007.